# 베티 (1998년 영화)
《베티》(영어: Cousin Bette)는 영국과 미국에서 제작된 데스 매커너프 감독의 1998년 코미디 드라마 영화이다. 오노레 드 발자크의 소설 "종매 베트"(1846)에 어느 정도 기반을 두었다. 제시카 랭, 엘리자베스 슈 등이 출연하였고, 세라 래드클리프 등이 제작에 참여하였다.

## 줄거리
집안에서 더 나은 미모를 지닌 사촌 아들린의 결혼에만 공을 들이면서 베트는 뒷전이 되어 결혼을 하지 못했으며, 모은 재산도 없이 아들린이 시집 간 부유한 윌로가에 평생 봉사해왔다.
아들린이 사망한 뒤 아들린의 남편 엑토르 윌로 남작이 무급 가정부로 일할 것을 제안하자 분노한 베트는 허름한 아파트에서 지내며 벌레스크 극장의 의상 제작자로 일하고, 극장 간판인 윌로 남작의 정부 제니와 가까워진다.
베트는 아파트 이웃이며 궁핍한 젊은 조각가인 벤세슬라스 스타인바크 백작에게 빠져 그에게 돈을 주고 돌보면서 예술가로 개화할 수 있게 돕는다. 하지만 아들린의 딸 오르탕스가 벤세슬라스에게 눈독을 들이고 몰래 그를 차지해버린다.
복수를 맹세한 베트는 제니의 도움을 받으며 윌로가 구성원들이 각자의 저급한 욕망에 굴복하도록 조종하여 한 명씩 비극으로 이끈다.

## 출연진
- 제시카 랭 - 베트 역
- 엘리자베스 슈 - 제니 카딘 역
- 켈리 맥도널드 - 오르탕스 윌로 역
- 에이든 영 - 벤세슬라스 스타인바크 백작 역
- 휴 로리 - 엑토르 윌로 남작 역
- 밥 호스킨스 - 세자르 크르벨 역
- 제럴딘 채플린 - 아들린 윌로 역
- 토비 존스 - 카페의 신사 역
- 로라 프레이저 - 마리에트 역
- 토비 스티븐스 - 빅토랭 윌로 역

## 기타 제작진
- 공동 제작: 필리프 게즈
- 협력 제작: 네리스 토머스
- 배역: 캐런 마지오타, 메리 마지오타, 리오라 라이시
- 미술: 후고 우치츠비호프스키
- 의상: 가브리엘라 페스쿠치